# St. Drostan’s Episcopal Church (Tarfside)
St. Drostan’s Episcopal Church ist ein episkopalkirchliches Kirchengebäude in Tarfside in der schottischen Council Area Angus. Sie wurde 1878 und 1879 von den Architekten Matthews und Mackenzie aus Aberdeen im Stil der Neugotik erbaut. Sie ist seit 1971 als Kategorie-B-Bauwerk in der Denkmalliste Schottlands eingetragen.

## Beschreibung

### Außenarchitektur
Die einschiffige Saalkirche mit apsidialem Chor und einer südlichen Vorhalle wurde aus großen Granitblöcken, die grob bearbeitet sind, sowie aus geglätteten Verkleidungen und Einfassungen gebaut. Die Dächer des Kirchenschiffs, des Chors und der Vorhalle sind mit Schiefer gedeckt.
Die südliche Fassade weist drei Spitzbogenfenster auf, die entlang der Wand des Kirchenschiffs verlaufen und jeweils aus zwei lanzettförmigen Öffnungen mit einer runden Öffnung darüber bestehen. Der gegiebelte Vorbau hat kleine Strebepfeiler zu beiden Seiten eines Spitzbogenportals. Die Seitenwände des Vorbaus haben kleine Spitzbogenfenster und das Giebeldach wird mit einem steinernen Kreuz abgeschlossen. Am östlichen Ende des Kirchenschiffs befindet sich ein Strebepfeiler, an den der Altarraum angebaut ist.
Am Ostende der Kirche befindet sich ein großer apsidenförmiger Chor, der in Höhe und Breite etwas kleiner ist als das Kirchenschiff. Er hat mehrere Spitzbogenfenster (Lanzetten) über einem Gesims. Unterhalb vom Gesims befinden sich kleine Strebepfeiler. Auf der Spitze des Chordaches sitzt eine kleine metallene Giebelblume. Die Nordfassade ist fensterlos und weitgehend ohne Besonderheiten.
Der Westgiebel der Kirche hat drei hohe Spitzbogenfenster, die symmetrisch angeordnet sind, wobei das mittlere Fenster größer ist als die anderen. Unter der Spitze des Giebels sitzt ein ungewöhnlicher mit Schiefer gedeckter Glockenstuhl, der von Kragsteinen gestützt wird.

### Innenarchitektur
Das schlichte Innere weist eine kleine Anzahl von Holzbänken auf, die zum Chor am östlichen Ende hin ausgerichtet sind. In der Mitte gibt es einen breiten Durchgang. Das freiliegende Holzdach wird von großen Kragsteinen getragen. Es gibt einen großen Chorbogen aus Granit, an dem ein großes Holzkreuz hängt.
Der erhöhte Chor hat einen verzierten Altar mit Marmorstützsäulen, Hundszahnornament und versenkten Tafeln, von denen einige Kreuze zeigen. Es gibt ein großes Steinbecken mit Marmorsäulen und verzierten Kapitellen. Es gibt auch einen hölzernen Lesepult mit niedrigem Stuhl. An der Nordwand des Chores befindet sich eine spitzbogige Nische, welche die Orgel enthält.